# 不丹紫堇
不丹紫堇（学名：Corydalis dorjii）为罂粟科紫堇属下的一个种。

## 扩展阅读
- 維基物種上的相關：不丹紫堇